# Glaphyromorphus
Glaphyromorphus — рід сцинкоподібних ящірок родини сцинкових (Scincidae). Представники цього роду мешкають в Австралії та на Новій Гвінеї.

## Види
Рід Glaphyromorphus нараховує 12 видів:
- Glaphyromorphus arnhemicus (Storr, 1967)
- Glaphyromorphus clandestinus Hoskin & Couper, 2004
- Glaphyromorphus cracens (Greer, 1985)
- Glaphyromorphus crassicauda (A.M.C. Duméril & A.H.A. Duméril, 1851)
- Glaphyromorphus darwiniensis (Storr, 1967)
- Glaphyromorphus fuscicaudis (Greer, 1979)
- Glaphyromorphus mjobergi (Lönnberg & Andersson, 1915)
- Glaphyromorphus nigricaudis (Macleay, 1877)
- Glaphyromorphus nyanchupinta Hoskin & Couper, 2014
- Glaphyromorphus othelarrni Hoskin & Couper, 2014
- Glaphyromorphus pumilus (Boulenger, 1887)
- Glaphyromorphus punctulatus (W. Peters, 1871)

## Етимологія
Наукова назва роду Glaphyromorphus походить від сполучення слів дав.-гр. γλαφυρος — гладкий і μορφη — форма, вигляд.